# Yoshiyuki Matsuyama
Yoshiyuki Matsuyama (n. 31 iulie 1966) este un fost fotbalist japonez.

## Statistici
| Japonia | Japonia | Japonia |
| An      | Meciuri | Goluri  |
| ------- | ------- | ------- |
| 1987    | 9       | 4       |
| 1988    | 0       | 0       |
| 1989    | 1       | 0       |
| Total   | 10      | 4       |